# Melperona
Melperona (nomes comerciais: Buronil, Burnil, Eunerpan, entre outros) é um antipsicótico atípico da classe farmacológica das butirofenonas.